# 朱冕
朱 冕（しゅ べん、生年不詳 - 1449年）は、明代の軍人。本貫は沂州臨沂県。

## 生涯
朱栄の子として生まれた。1425年（洪熙元年）10月、武進伯の爵位を嗣いだ。1427年（宣徳2年）2月、行在左府事を管掌した。4月、晋王朱済熿が廃位されると、朱冕は山西に駐屯するよう命じられた。ほどなく召還された。右府に転じた。1428年（宣徳3年）10月、右参将として山海関に駐屯するよう命じられた。1429年（宣徳4年）6月、参将として開平府への食料輸送の護衛をつとめた。1431年（宣徳6年）、独石堡への食糧輸送を命じられ、そのままその地を巡察した。1436年（正統元年）、通済河が決壊すると、朱冕は尚書の呉中とともに5万人を動員して、通済河の西に河道を掘り、白水を導き入れた。1439年（正統4年）、征西将軍の印を受け、大同に駐屯した。1449年（正統14年）7月、オイラトと陽和で戦い、敗死した。武進侯に追封された。諡は忠愨といった。

## 子女
- 朱琦
- 朱瓚
- 朱瑛（後嗣、武進伯、広西総兵官）
- 朱璡
- 朱瑋
- 朱璘
- 朱琛
- 朱璁
- 朱㻞[5]